# Iablunivka, Makariv
Iablunivka (în ucraineană Яблунівка) este localitatea de reședință a comunei Iablunivka din raionul Makariv, regiunea Kiev, Ucraina.

## Demografie
Componența lingvistică a localității Iablunivka
     Ucraineană (94,36%)
     Rusă (5,47%)
     Alte limbi (0,18%)
Conform recensământului din 2001, majoritatea populației localității Iablunivka era vorbitoare de ucraineană (94,36%), existând în minoritate și vorbitori de rusă (5,47%).